# Liste der Straßen in Somsdorf

Lage von Somsdorf in Freital

Die Liste der Straßen in Somsdorf enthält alle benannten Straßen des Stadtteils Somsdorf der Großen Kreisstadt Freital im Landkreis Sächsische Schweiz-Osterzgebirge.
In Somsdorf sind acht Straßen benannt, von denen die Höckendorfer Straße als Hauptstraße des Ortes die einzige Verbindung zu den anderen Freitaler Stadtteilen darstellt. Sie wird von der Freitaler Stadtbuslinie A befahren.

## Legende
Die nachfolgende Tabelle gibt eine Übersicht über die vorhandenen Straßen und Plätze im Stadtteil sowie einige dazugehörige Informationen. Im Einzelnen sind dies:
- Bild: Foto der Straße.
- Name/Lage: Aktuelle Bezeichnung der Straße oder des Platzes sowie unter ‚Karte‘ ein Koordinatenlink, über den die Straße oder der Platz auf verschiedenen Kartendiensten angezeigt werden kann. Die Geoposition gibt dabei ungefähr die Mitte der Straße an.
- Namensherkunft: Ursprung oder Bezug des Namens.
- Anmerkungen: Weitere Informationen bezüglich anliegender Institutionen, der Geschichte der Straße, historischer Bezeichnungen, Kulturdenkmalen usw.

## Straßenverzeichnis
| Bild | Name/Lage                   | Namensherkunft                                | Anmerkungen |
| ---- | --------------------------- | --------------------------------------------- | --- |
|      | Alter Berg (Karte)          |                                               | Der Alte Berg war Teil der Butterstraße, auf der die im Erzgebirge produzierte Butter nach Dresden transportiert wurde. Ein um 1800 erbautes Wohnhaus am alten Berg steht heute unter Denkmalschutz |
|      | Am Graben (Karte)           |                                               | Drei Wohnstallhäuser an der Straße stehen unter Denkmalschutz. |
|      | Friedenshöhe (Karte)        |                                               | |
|      | Höckendorfer Straße (Karte) | Höckendorf, Ortsteil der Gemeinde Klingenberg | An der Höckendorfer Straße, der Hauptstraße vom Somsdorf, befindet sich die Georgenkirche mit Friedhof. Außerdem befinden sich hier auch das Pfarrhaus und das Somsdorfer Erblehngericht.           |
|      | In der Tilke (Karte)        |                                               | |
|      | Lübauer Straße (Karte)      | Lübau, Ortsteil von Rabenau                   | Ein Wohnstallhaus an der Lübauer Straße ist denkmalgeschützt. |
|      | Rosenstraße (Karte)         | Rosen, Pflanzengattung                        | An der Rosenstraße sind zwei Objekte in die Denkmalliste eingetragen. |
|      | Waldfrieden (Karte)         |                                               | |